# توم مولدر
توم مولدر (بالهولندية: Tom Mulder)‏ (1947 - 2020)، هو منسق موسيقى وإذاعي هولندي. توفي يوم 2 يناير 2020 بمدينة أبكاوده.